# هربرت پوتنام

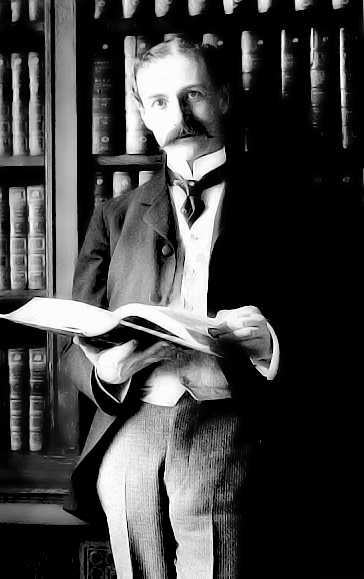
هربرت پوتنام

هربرت پوتنام (به انگلیسی: Herbert Putnam) (۲۰ سپتامبر ۱۸۶۱ – ۱۴ اوت ۱۹۵۵) هشتمین کتابدار کتابخانه ملی کنگره آمریکا بود. وی از سال ۱۸۹۹ تا ۱۹۳۹ عهده‌دار این سمت بود.